# Berenguer de Noya

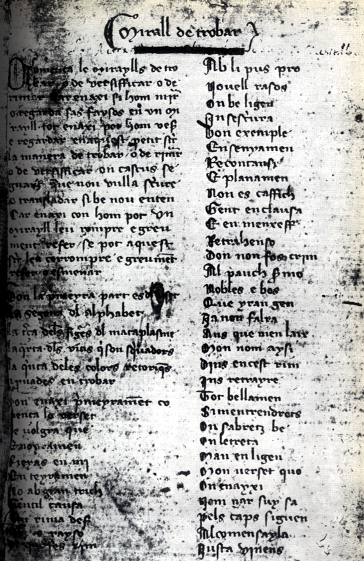
Página del Espejo de trobar

Berenguer de Noya (Inca, fl. c. 1300), en catalán: Berenguer d'Anoia, fue un preceptista y trovador español del siglo XIV del que se tienen muy pocos datos biográficos.

## Biografía
La mayoría de la información la transmite él mismo en un acróstico y un teléstico combinados que aparecen en el poema inicial de su única obra conocida, el Mirall de trobar [Espejo de trovar]. Gracias a ello sabemos que había nacido en Inca y sus padres eran, muy posiblemente, de San Sadurní de Noya, como se desprende del siguiente fragmento.

Berenger d'Anoia·m dits hom;
mon payre fo asats prom.
En Incha fo mos naximens,
e a Noia naschron mos parens.
Berenguer de Noya me llaman;
mi padre fue bastante noble.
En Inca fueron mis nacimientos,
i en Noya nacieron mis padres

Su cronología se sitúa con dificultad dado que su obra se adapta a la poesía trovadoresca y la poética de San Isidoro de Sevilla. Es independiente del resto de preceptistas bajomedievales y los ejemplos poéticos que reprocha son de los siglos XII y principios del XIII (necesariamente muy anteriores a su nacimiento). Así, para Pietro Palumbo (1955), su cronología debería situarse entre las Reglas de trovar (1293-95) y la redacción de las Leyes de amor (1328-56), mientras que para Jaume Vidal Alcover (1984), la obra corresponde al primer tercio del siglo XIV, a partir de los siguientes indicios:
- El manuscrito más antiguo que se conserva es una copia de finales del siglo XIV, que presenta evidentes errores de transcripción por parte del copista, indicio de que se trata de una copia tardía.
- La preceptiva se inserta entre las clásicas, ya que está ausente de influencias del Consistorio de Tolosa de Francia.

También es un indicio el hecho de que se documenten individuos de linaje «de Noya» («de Anoia» y «Noya») en Inca y en la parroquia de Santa Eulalia (Palma de Mallorca) en torno al primer tercio del siglo XIV; en esta última localización se encuentra un Berenguer de Noya documentado en 1336, aunque es aventurado identificarlo con el autor.

## Espejo de trovar
El tratado está escrito en catalán, la prosa, y en occitano, la poesía, y a diferencia de los de Raimon Vidal de Bezaudun o de Jofre de Foixà, predomina el carácter poético y retórico por encima del gramatical. El libro comienza con un prólogo donde da noticias sobre el autor. Se divide en cuatro partes que estudian las formas retóricas, los principales errores de la versificación, etc. Todo esto ilustrado con ejemplos extraídos de las composiciones de trovadores, que no siempre son citados de forma correcta. Entre los mencionados están Arnaut Daniel, Bernart de Ventadorn, Giraut de Bornelh, Peire Cardenal, Peire Vidal, Raimbaut d'Aurenga o Raimon de Miraval.
Berenguer de Noya no tiene una obra propia diferenciada, aunque algunos ejemplos de su tratado pueden ser de creación personal, como el fragmento que se da a continuación. Se trata de un brevísimo amanecer religioso que no es seguro que corresponda a Berenguer de Noya: podría ser un fragmento que el trovador recogió para ilustrar un aspecto de su Espejo de trovar. Sea como fuere, fíjese en su condensación expresiva y en cómo todavía hoy podría servir como reflexión religiosa.

Gayta, be gardatz
que no·us sia amblatz
lo castell
que tan beyl
vos ha Deus comanatz;
car, si es noveyl
no es aycell
qui mantz n'a enganatz.
No·us fisetz en l'enemich
qui per plazer vos destrich,
ans fayts gens queix vostra gaita.
Ojo, tened cuidado
que no os sea robado
el castillo
que tan bello
os ha Dios encomendado,
que si es nuevo
no es aquel
que tantos ha engañado.
No os fiéis del enemigo
que por placer os tormenta,
hagáis gentilmente cada uno vuestra gana.

## Reconocimientos
- Un Instituto de Educación Secundaria de Inca lleva su nombre.[4]
- Tiene una calle dedicada a Inca.
- La sección local de la Obra Cultural Balear de Inca concede anualmente los premios Berenguer de Anoia.